# Günther Eisenhardt
Günther Eisenhardt (* 6. April 1933 in Gleiwitz; † 29. Januar 2003 in Dessau) war ein deutscher Komponist, Musikwissenschaftler und Hochschullehrer.
Günther Eisenhardt studierte Musikpädagogik, Komposition und Tonsatz/Gehörbildung in Halle (Saale), Berlin und Dresden. Von 1955 bis 1979 war er zunächst stellvertretender Direktor der Dessauer Musikschule. 1980 wurde er mit Beiträgen zur Dessauer Musikgeschichte zum Dr. phil. promoviert und habilitierte sich 1984 mit dem Thema „Moritz Hauptmann und seine Einwirkung auf die Entwicklung von Dualismus und Polarismus in der Musiktheorie“. Ab 1981 arbeitete Günther Eisenhardt als Dozent für Musiktheorie an der Pädagogischen Hochschule Potsdam, der heutigen Universität Potsdam. 1986 wurde er dort zum ordentlichen Professor ernannt.
Von 1976 bis 1996 war er Leiter der Dessauer Abteilung der Komponistenklasse Halle. Seine Lehrtätigkeit setzte er danach nebenberuflich und als Gastdozent in den Ferienkursen der Klasse fort.
Nach seinem Emeritus 1998 widmete sich Eisenhardt vor allem der Förderung der Neuen Musik und seinen eigenen Kompositionen.
Er war Mitbegründer des Kurt Weill Festes in Dessau-Roßlau (Sachsen-Anhalt) und ist ein international angesehener Forscher insbesondere der anhaltischen Musiktradition.

## Ehrungen und Auszeichnungen
1975 erhielt er den Wilhelm-Müller-Kunstpreis der Stadt Dessau. 1998 wurde ihm im Rahmen des 2. Internationalen Andreas-Werckmeister-Festes der Mitteldeutsche Musikpreis für sein Lebenswerk verliehen.